# Lindenfels
Lindenfels es una municipalidad ubicada en el distrito de Bergstraße, en Hesse, Alemania. Cubre un área de 21.09 km², con una altura sobre el nivel del mar de entre 220 y 575 metros. El 31 de diciembre de 2009, tenía una población de 5.086 habitantes, lo que daba una densidad poblacional de 241 habitantes por km².

## Geografía
Lindenfels limita al norte con las localidades de Modautal y Fischbachtal (ambas en Darmstadt-Dieburg), en el noreste con la localidad de Fränkisch-Crumbach, al este con la localidad de Reichelsheim (ambas en Odenwald), al sur con la localidad de Fürth, y al oeste con la localidad de Lautertal.

## Ciudades hermanadas
- Moëlan-sur-Mer, Francia (desde 1968)
- Pawłowiczki, Polonia (desde 1998)

## Personas célebres
- Thomas Heinze, actor.
- Sebastian Kneißl, futbolista.
- Timo Glock, piloto de Fórmula 1.